# S͎
S͎ es un símbolo utilizado en las extensiones del Alfabeto Fonético Internacional para representar una s silbada. El sonido se produce en el idioma shona representado por sv, como en el nombre de Morgan Tsvangirai.

## Unicode
Se representa en Unicode con una s y U+034E (flecha combinada hacia arriba hacia abajo).